# Chrysolina femoralis
Chrysolina femoralis es un coleóptero de la familia Chrysomelidae. Fue descrita en 1790 por Olivier.